# Elizabeth McGovern
Elizabeth McGovern (n. 18 iulie 1961, Evanston, Illinois, SUA) este o actriță americană de film și teatru.

## Downton Abbey
Între 2010 și 2015, Elizabeth McGovern a interpretat personajul Cora Crawley (născută Levinson), Countess of Grantham, timp de 52 de episoade, în toate cele 6 sezoase (serii) ale serialului de televiziune Downton Abbey.

## Filmografie
- Războiul lumilor (serie din 2019)